# حليب فرس
حليب الفرس هو حليب يُفرز من ضرع الفرس خلال فترة رضاعة المهر. حليب الفرس غني بشكل خاص ببروتين مصل اللبن والأحماض الدهنية المتعددة غير المشبعة فيتامين ج. مشروب القمارص التقليدي هو أحد مشتقّات حليب الفرس كما يتوفر حليب الفرس المجفف في عدد من الدول الأوروبية، كألمانيا وفرنسا وإيطاليا.

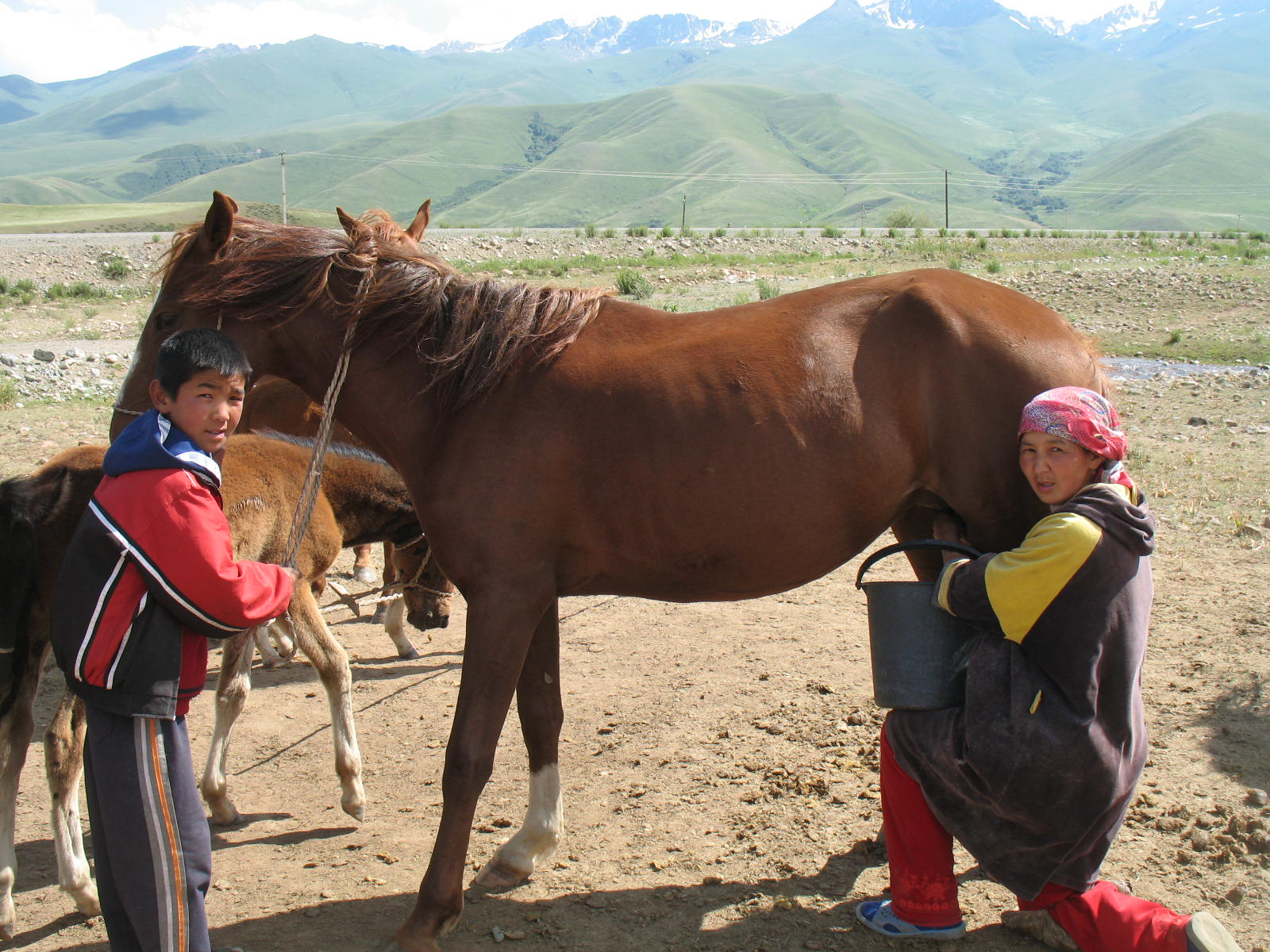
حلب الفرس في قيرغيزستان.